# Mauro Tulli
Mauro Tulli (* 12. Dezember 1958 in Tolentino, Macerata) ist ein italienischer Klassischer Philologe (Gräzist).
Tulli erwarb 1981 die Laurea in griechischer Literatur, 1983 das Perfezionamento in Klassischer Philologie an der Universität La Sapienza, Rom. Von 1983 bis 1986 war er Promotionskandidat in griechischer und lateinischer Philologie an der Universität Florenz, die Promotion erfolgte 1987. Von 1992 bis 1995 war er Stipendiat  der Alexander-von-Humboldt-Stiftung an den Universitäten zu Köln und Würzburg. 1998 wurde er zum assoziierten Professor für griechische Grammatik an der Universität Pisa ernannt, 2006 ebendort zum ordentlichen Professor für griechische Sprache und Literatur. 1989 war er Gründungsmitglied der International Plato Society. Er ist Mitglied des Consiglio Universitario Nazionale. 2024 wurde er zum Mitglied der Academia Europaea gewählt.
Tulli arbeitet hauptsächlich zu Platon und zum antiken Platonismus, aber auch zu Parmenides, Isokrates, Kallimachos, Epikur und dem Epikureismus.

## Schriften (Auswahl)
- (Hrsg.): Lirica, epigramma, e critica letteraria. Seminari, 3. Fabrizio Serra Editore, Pisa, Roma 2019.
- (Hrsg. mit Michael Erler): Plato in Symposium. Selected Papers from the Tenth Symposium Platonicum Pisa. Academia Verlag, Sankt Augustin 2016 (International Plato Studies, Band 35).
- (Hrsg. mit Francesco Aronadio, Federico M. Petrucci): [Plato]: Epinomis. Bibliopolis, Napoli 2013, ISBN 978-88-7088-625-2 (kritische Edition von Tulli mit Einleitung, italienischer Übersetzung und Kommentar von Aronadio)
- (Hrsg. mit Guido Bastianini und Walter Lapini): Harmonia. Scritti di filologia classica in onore di Angelo Casanova. Firenze University Press, Florenz 2012.
- (Hrsg. mit Graziano Arrighetti): Esegesi letteraria e riflessione sulla lingua nella cultura greca. Pisa 2006.
- Dialettica e scrittura nella VII Lettera di Platone. Pisa, 1989.